# C/1945 W1 Friend-Peltier
C/1945 W1 Friend-Peltier è una cometa non periodica scoperta da due astrofili statunitensi, Clarence Lewis Friend e Leslie Copus Peltier, il 22 novembre 1945. La sua orbita e la data del passaggio al perielio hanno fatto sì che non potesse essere osservata più di due settimane, in quanto la cometa dopo la sua scoperta è sempre restata nei mesi successivi troppo vicina al Sole per essere osservata e quando se ne è allontanata era troppo debole per essere osservata con gli strumenti dell'epoca.